# Ререн
Ререн (на немски: Raeren) е селище в Югоизточна Белгия, окръг Вервие на провинция Лиеж. Населението му е около 10 100 души (2006).